# المرأة في الربيع العربي

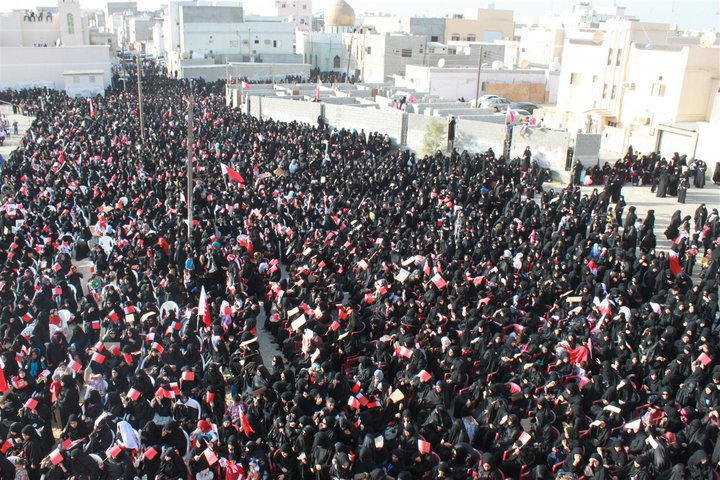
نساء يشاركن في اعتصام مؤيد للديمقراطية في سترة، البحرين

لعبت المرأة أدوارا متنوعة في الربيع العربي، ولكن تأثيرها على حقوق المرأة غير واضح. كان الربيع العربي سلسلة من المظاهرات والاحتجاجات والحروب الأهلية ضد الأنظمة الاستبدادية التي بدأت في تونس وانتشرت إلى مناطق كثيرة في العالم العربي. لقد تم الإطاحة بقادة تونس ومصر وليبيا واليمن. شهدت البحرين اضطرابات مدنية مستمرة،  وتحولت الاحتجاجات في سوريا إلي حرب أهلية.
وتجاوزت مشاركة المرأة في الربيع العربي المشاركة المباشرة في الاحتجاجات لتشمل القيادة وتنظيم المتظاهرين. تواجه النساء في العالم العربي التمييز والتفرقة في الحقوق والمعاملة، ويأمل العديد من الناشطين أن يعزز الربيع العربي حقوق المرأة، ولكن تأثيره لم يواكب التوقعات بعد.
60 في المائة من سكان العالم العربي دون سن الثلاثين، وأكثر من نصفهم من الإناث. بلدان الربيع العربي لديها سجل ضعيف في معظم القضايا بين الجنسين، ولكنها نجحت في تقليص الفجوات بين الجنسين في مجالات مثل التعليم والرعاية الصحية.

## المشاركة السياسية
كانت النساء السوريات ناشطات في المعركة ضد نظام بشار الأسد منذ البداية، حيث تعود إلى المظاهرات السلمية إلي أوائل عام 2011 في مدينة درعا الجنوبية. بخلافا النزاعات المسلحة الأخرى، مثل حرب العراق والصراع الإسرائيلي الفلسطيني، فإن النساء الثوريات، داخل سوريا وخارجها، شاركن في الجهود الإنسانية، حيث وفرن الإمدادات الغذائية والطبية للنازحين والجرحى. وحتى في ضوء العجز العام في الديمقراطية، كان للمرأة معدلات مشاركة سياسية وتمثيل أقل في المجالس التشريعية.

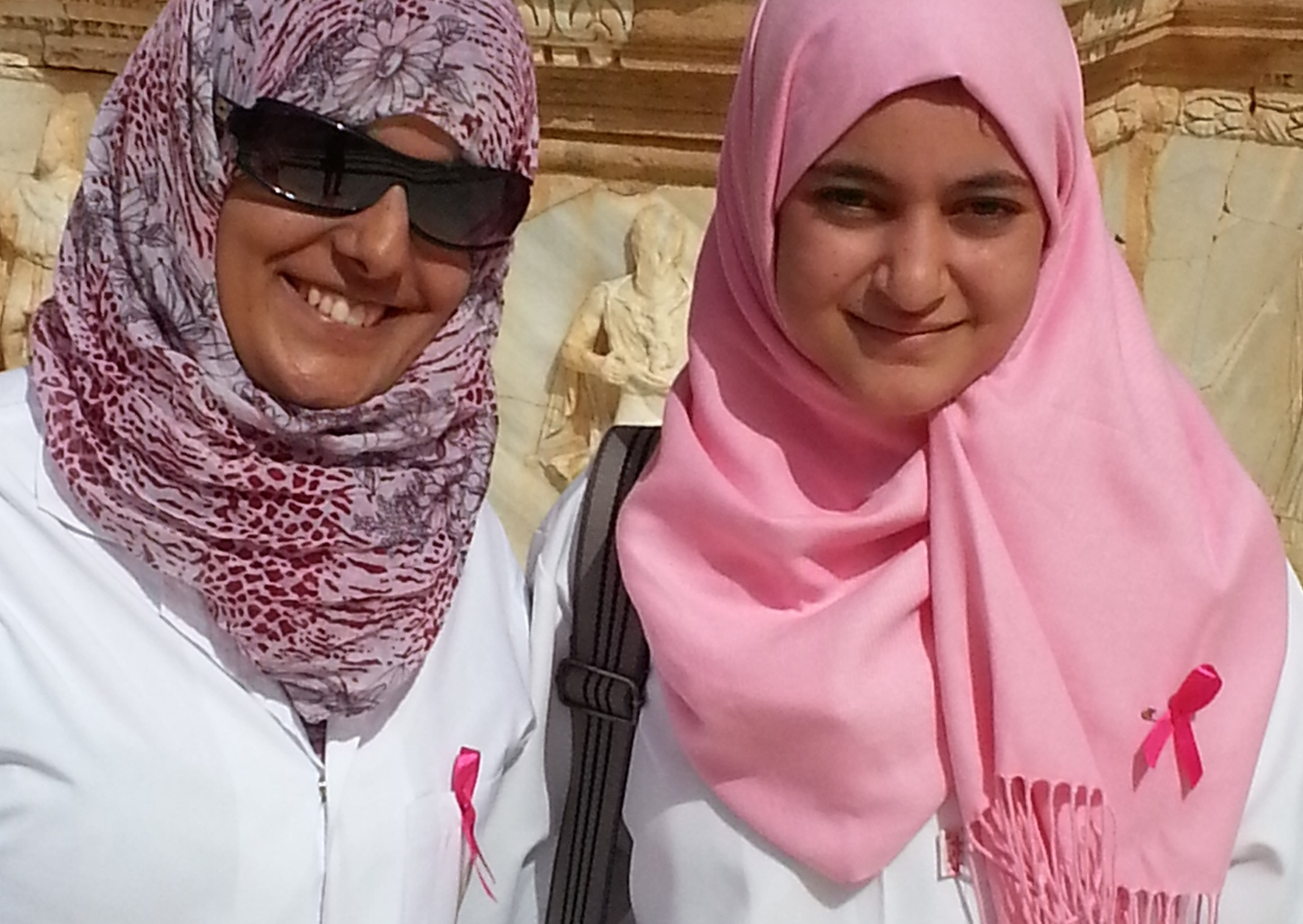
طلاب الطب في ليبيا يشاركن في حملات التوعية بسرطان الثدي

### التعليم
قد أغلقت بلدان الربيع العربي إلى جانب اليمن الفجوة الكبيرة التي كانت قائمة بين الجنسين في التعليم إلى حد كبير. وقد ازدادت معدلات التحاق الإناث ومعدل الإلمام بالقراءة والكتابة ومعدل الالتحاق بالمدارس من الإناث بمعدل أسرع مما كان عليه في معظم البلدان النامية الأخرى. في تونس وليبيا وسوريا يلتحق عدد أكبر من النساء من الرجال في الجامعات. وعلى الرغم من هذه المستويات العالية من التحصيل التعليمي، فإن مشاركة الإناث في القوى العاملة لا تزال منخفضة بسبب الأعراف الثقافية. فالضغط المجتمعي يثني النساء عن متابعة مهنتهن،  وبالتلي فإن الكثير من النساء يخترن أو يجبرن على اتباع الطريق التقليدي للبقاء في المنزل ورعاية الأطفال. وتميل النساء في المناطق الحضرية والطبقة المتوسطة والعليا إلى الحصول على مزيد من الفرص للخروج من القواعد التقليدية.

### دور الإسلام
كل الدول في العالم العربي تكون فيها الأغلبية مسلمة ويلعب الإسلام دورا هاما في الحياة الاجتماعية والسياسية. وتضع معظم بلدان العالم العربي المسائل العائلية تحت ولاية المحاكم الدينية وليس المحاكم المدنية. وهناك بلدان كثيرة تبرر دينيا «قوانين الوصاية» التي تضع المرأة في مركز القاصرين وجلهن معتمدات على الأزواج أو الأقارب الذكور. أقرت تونس قبل الربيع العربي بالإسلام كدين للدولة، ولكن منذ الخمسينات والستينات كانت القوانين أكثر علمانية وأيدت بعض حقوق المرأة. المرأة في تونس بإمكانها الحصول على وسائل منع الحمل واجراء عمليات الإجهاض؛ ولكن تعدد الزوجات غير قانوني؛ وهناك حد أدنى لسن الزواج؛ والنساء لهن الكثير من الحقوق الزوجية والحقوق بعد الطلاق. ومع ذلك، تتمتع البنات بحقوق أقل في الميراث مقارنة مع الأبناء والأزواج الذين يسيطرون على ممتلكات الزوجات بعد الزواج.

### سياسات الأنظمة في ما قبل الربيع العربي
قد سنت أنظمة ما قبل الربيع بعض السياسات المناصرة لحقوق المرأة. عارضت الأنظمة بشدة الحركات الإسلامية وهذه السياسات نابعة من الرغبة في جعل المجتمع أكثر علمانية. في مصر، أعطى حسني مبارك النساء الحق في طلب الطلاق من أزواجهن، ونفذ نظام سضمن حق المرأة في الانتخابات. وكان لزوجته، سوزان مبارك، دوراً كبيراً في الإصلاحات. جعلت سوريا في عهد بشار الأسد قانونيا الإبلاغ عن جرائم قتل الشرف، على الرغم من أن القضاة لا يزالون يقللون العقوبات إذا كان هناك ما يبرر القتل بهذه الطريقة.

## النساء في الإحتجاجات
وقد ساعدت النساء على إثارة احتجاجات الربيع العربي في عدة بلدان وشاركت بنشاط في جميعهن. واستندت المظاهرات إلى قضايا التحرر من الطغيان ولم تتطرق إلي القضايا الدينية. الانتفاضة البحرينية (2011 - حتى الآن) كان لها بعض التأثير الديني لأن العديد من المتظاهرين كانوا من الشيعة الغاضبين من السلطة أهل السنة والجماعة. غير أن الاحتجاجات عززت الديمقراطية ونهاية التمييز. العديد من الناشطات في مجال حقوق المرأة يأملن أن تؤدي الثورات إلى المزيد من الديمقراطية وبالتالي المزيد من حقوق المرأة.

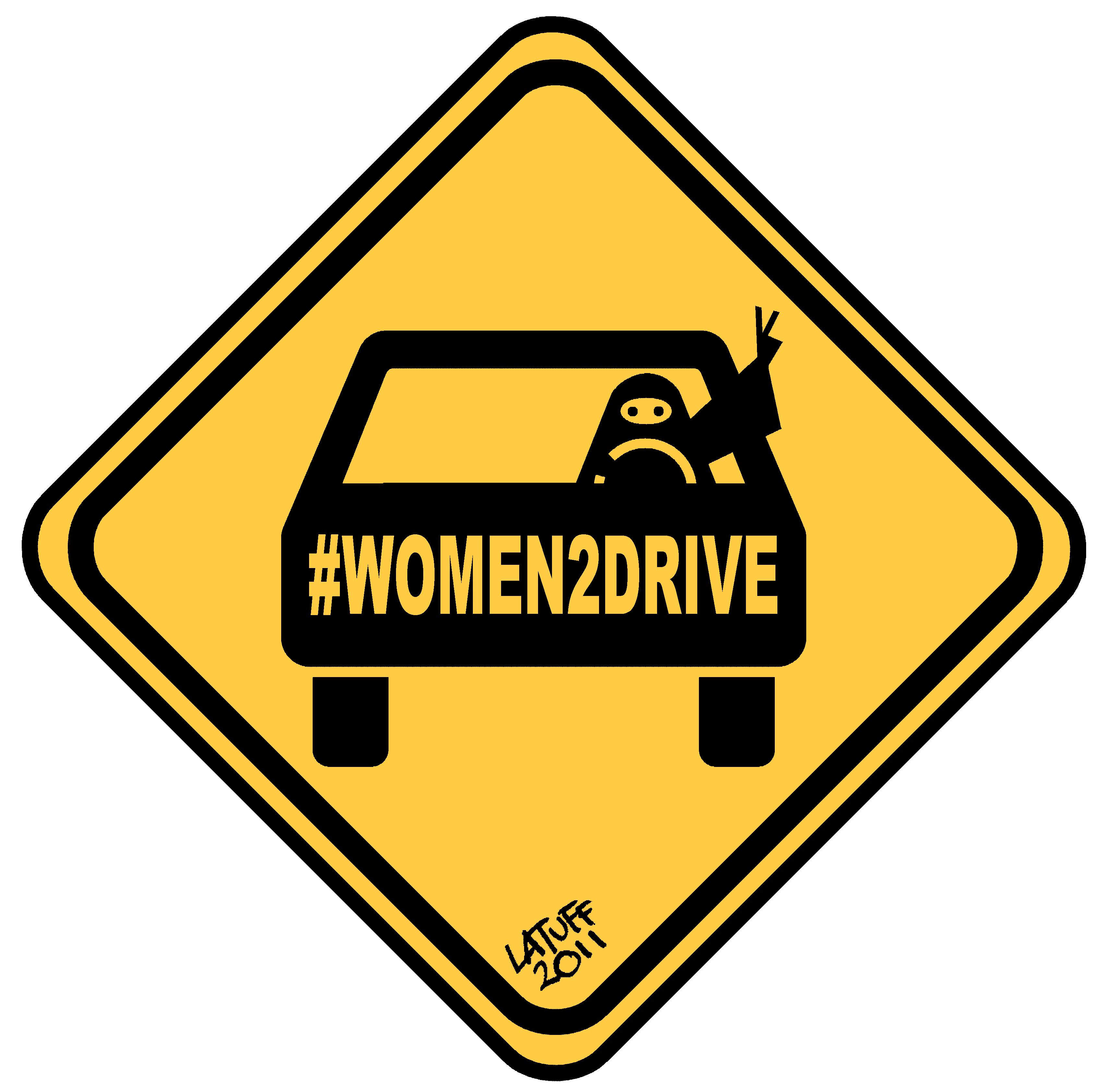
رسم كاريكاتوري سياسي لكارلوس لطوف عن حركة النسائية السعودية التي تتطالب برفع الحظر المفروض على حقهم في قيادة السيارة.

### بداية الإحتجاجات

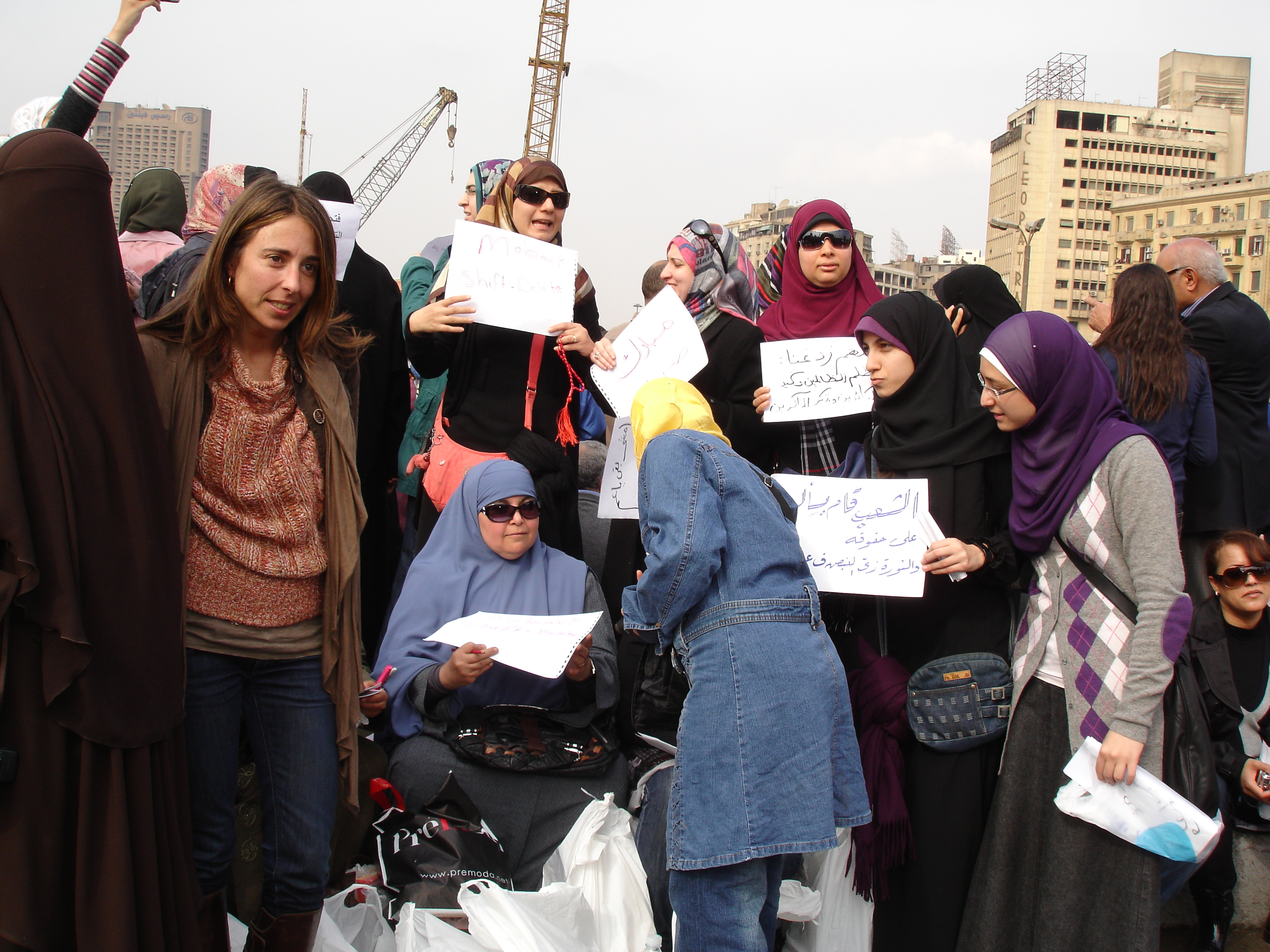
نساء في ميدان التحرير يتظاهرن ضد حكم مبارك

وقد لعبت النساء أدوارا رئيسية في بدء الاحتجاجات. ففي 17 ديسمبر / كانون الأول 2010، حيث قامت الشرطية التونسية (فيديا حمدي) بالتضييق علي محمد بوعزيزي مما أدي إلي إضرامه النار في نفسه احتجاجاً. أثار هذا الحادث احتجاجات في مسقط رأسه سيدي بوزيد وانتشر في نهاية المطاف في جميع أنحاء البلاد لتصبح فيما بعد بداية الثورة التونسية. ومع انتشار الاحتجاجات، بدأت المدونة لينا بن مهني التدوين من المناطق الريفية حيث بدأت الاحتجاجات، بما في ذلك تغطية هجوم قوات الأمن على المتظاهرين في القصرين. وقدم عملها معلومات حيوية للناشطين التونسيين الآخرين وجنقلوا الأحداث هناك إلى العالم.
في مصر، نشرت الناشطة السياسية اسماء محفوظ شريط فيديو يحث المصريين على الاحتجاج على نظام حسني مبارك في ميدان التحرير في 25 يناير / كانون الثاني 2011، وهو يوم الشرطة الوطنية. وانتشر الفيديو سريعاً وبدأت احتجاجات 25 يناير بحشد كبير، مما أدى إلى اندلاع الثورة المصرية 2011. قامت الناشطة اليمنية توكل كرمان بتنظيم مظاهرات وتظاهرات طلابية ضد حكم علي عبد الله صالح، والتي توجت فيما بعد بالثورة اليمنية وتنازل الرئيس صالح. وقد وصفها اليمنيون ب «أم الثورة» وحصلت على جائزة نوبل في السلام عام 2011. ساعدت المحامية الليبية لحقوق الإنسان سلوى بوجايغيس على تنظيم الحرب الأهلية الليبية و«احتجاجات يوم الغضب» في 17 فبراير / شباط 2011. أدت هذه الاحتجاجات إلى خروج الجيش الليبي من بنغازي، التي شكلت نقطة تحول في الثورة الليبية 2011.

### خلال التظاهرات
شاركت آلاف النساء من جميع الأعمار والطبقات والأديان في الاحتجاجات في كل بلد. وعندما أصبحت الشرطة غير قادرة على توفير الأمن، نظمت النساء دوريات الشوارع الخاصة بهن وحراسة خيام بعضهن. قامت النساء في ليبيا بتهريب الأدوية والأسلحة وجمع المعلومات الاستخباراتية للمتمردين مع تحول الاحتجاجات إلى حرب أهلية. وقد تعرضت النساء اللواتي تعرضن للسجن للتهديد بالعنف الجنسي أو الخضوع لاختبارات العذرية، وفي ليبيا كانت هناك تقارير عن اغتصاب جماعي ارتكبه مرتزقة حكوميون.

## وسائل التواصل الإجتماعي
وقد مكنت التكنولوجيات الجديدة، وخاصة وسائل التواصل الاجتماعي، المرأة من المشاركة في الربيع العربي كمنظمين وصحفيين وناشطين. استخدم المتظاهرون فيس بوك لحشد المؤيدين وتنظيم الأحداث ويوتيوب أعطى العالم صورة مرئية لأحداث الربيع. تويتر كان بمثابة الأخبار الحية للناشطين المحليين والدوليين الآخرين، فضلا عن المنظمات الإعلامية الدولية. الهواتف المحمولة، وخاصة تلك التي لديها كاميرات وخاصية الوصول إلى الإنترنت، كان لها دوراً مهماً في نقل الأحداث. المدونات طريقة حيوية أخرى للمرأة لنشر المعلومات. وكانت أعداد المدونين من الذكور والإناث من بلدان الربيع العربي متساوية نسبيا.

الإنترنت في العالم العربي (2011)

وبما أن الذكور الأكبر سنا يسيطرون على معظم شبكات الإعلام التقليدية في بلدان الربيع العربي، فإن النشاط السيبراني يعطي المرأة صوتها على الصعيدين المحلي والخارجي. وقد استفادت النساء الأصغر سنا، اللواتي استبعدن بشكل كبير من وسائل الإعلام التقليدية، كن الأكثر استفادة من ظهور وسائل التواصل الاجتماعي.)

## القائدات والناشطات

### البحرين

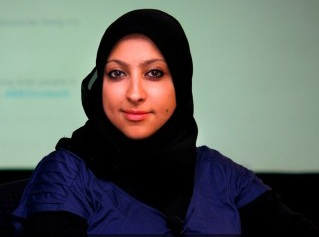
الناشطة الحقوقية البحرينية مريم الخواجة

- مريم الخواجة: ناشطة في مجال حقوق الإنسان ورئيس مركز البحرين لحقوق الإنسان؛ دافعت عن المتظاهرين البحرينيين في المنظمات الدولية وعلى تويتر.[38]
- زينب الخواجة: ناشطة في مجال حقوق الإنسان؛ شاركت في الاحتجاجات البحرينية شخصيا وعلى تويتر، مما دفع الحكومة البحرينية إلى اعتقالها مرات عديدة

- آيات القرمزي: الشاعرة والطالبة. قرأت قصيدة مناهضة للملكية أمام المتظاهرين الذين تجمعوا في دوار اللؤلؤ، مما أدى إلى حبسها[45]
- جليلة السلمان: معلمة ونائبة رئيس جمعية المعلمين البحرينية؛ نظمت إضرابات مدرسية لدعم احتجاجات البحرين، مما أدى إلى اعتقالها[46]
- لميس ضيف: صحفية معروفة بالنقد السياسي والاجتماعي؛ دعمت الاحتجاجات حتى توقفت عن الكتابة بسبب حملة حكومية ضد الصحفيين[47]

### مصر
- إسراء عبدالفتاح: مدونة، شاركت في تأسيس حركة شباب 6 أبريل، وتعرف باسم «فتاة فاسيبوك»[41]
- نوال السعداوي: ناشطة نسوية، ومؤلفة، ومعارضة؛ قامت بإحياء الاتحاد النسائي المصري، الذي كان قد حظر في عهد مبارك، في مواجهة معارضة الإسلاميين[22]
- منى الطحاوي: صحفية مصرية أمريكية ومؤيدة لحقوق المرأة. اعتقلت وتم الاعتدء عليها جنسيا أثناء تغطيتها احتجاجات ما بعد الثورة في القاهرة[48]
- بثينة كامل: مراسلة تلفزيونية وناشطة. بعد الثورة، أصبحت أول امرأة مرشحة للرئاسة المصرية[22]

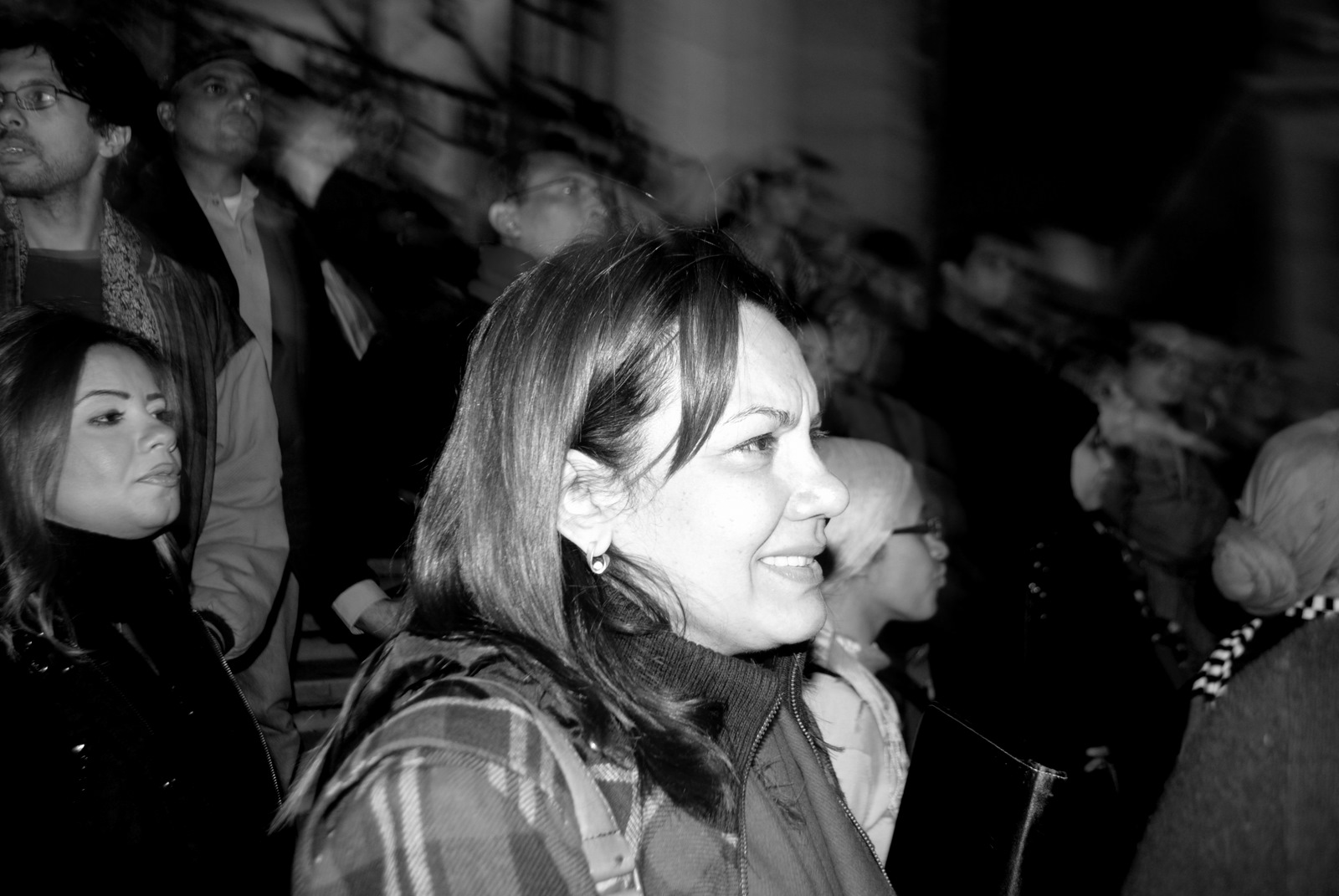
بثينة كامل

- اسماء محفوظ: ناشطة مصرية وعضو مؤسس في حركة شباب 6 أبريل؛ قامت بتصوير شريط فيديو يحث الناس على الاحتجاج في 25 كانون الثاني / يناير، ويعود الفضل في ذلك إلى إثارة الثورة المصرية[32]

### ليبيا
- سلوى بوجايغيس: محاميm حقوق الإنسان؛ ساعدت في تنظيم احتجاجات 17 فبراير التي دفعت الجيش من بنغازي[33]
- آلاء مرابط: مؤسس صوت المرأة الليبية، وهي جماعة شعبية لحقوق المرأة تعالج قضية العنف الجنسي والتمكين الاقتصادي والسياسي[19]

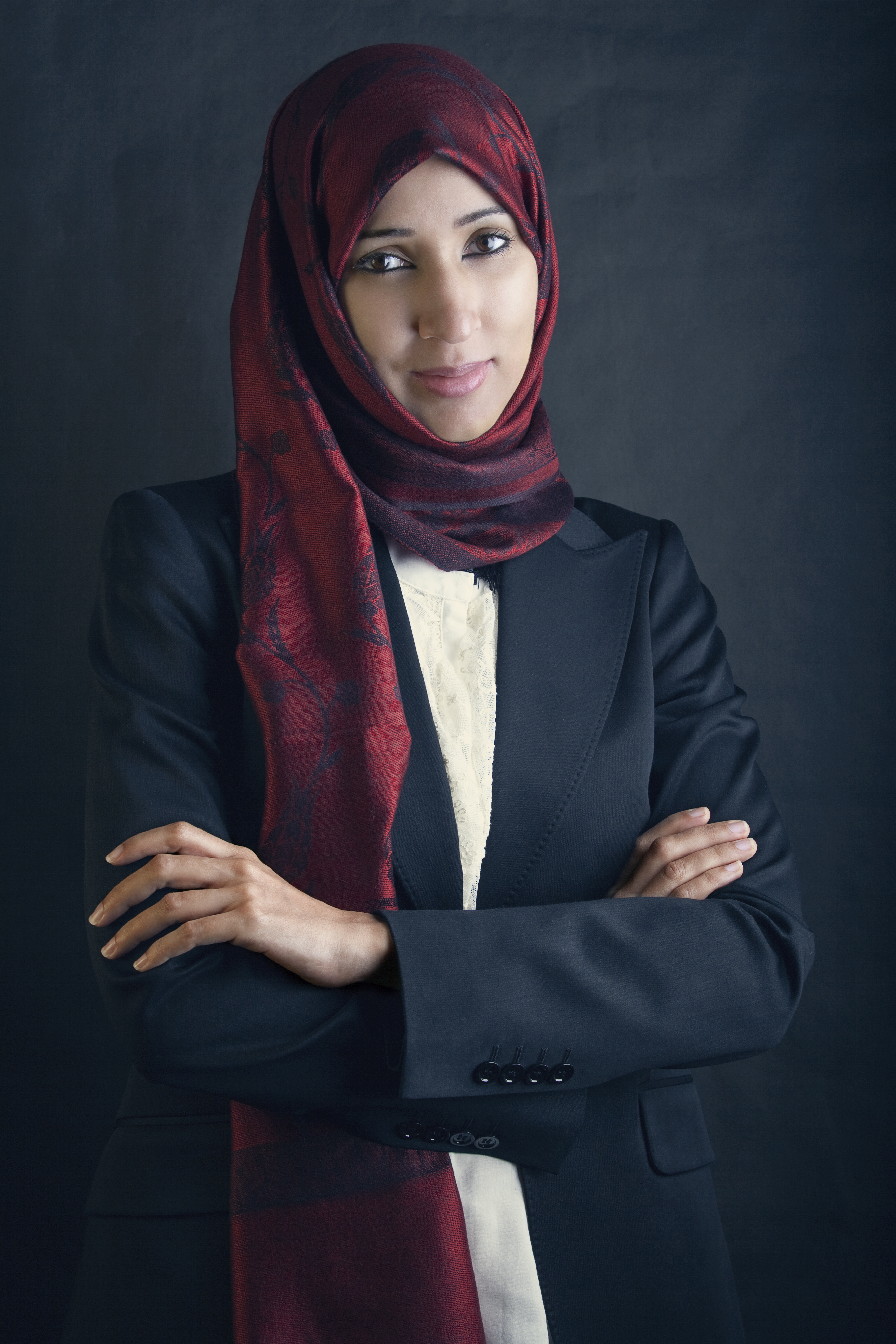
السعودية، الناشطة منال الشريف

### السعودية
- سمر بدوي: ناشطة في مجال حقوق الإنسان[49][49][50][51][52][53][54][55][56]
- هاتون الفاسي: أستاذ مساعد في تاريخ المرأة;[57] وجدت دليلا على أن المرأة في المملكة العربية الإسلامية قبل الإسلام كانت أكثر استقلالية من النساء في المملكة العربية السعودية الحديثة[58][59] 2011[60][61]
- وجيهة الحويدر: ناشطة في مجال حقوق المرأة؛ المؤسس المشارك لجمعية حماية حقوق المرأة والدفاع عنها في المملكة العربية السعودية[62][63][64]
- إيمان آل نفجان: مدونة معروفة؛[65] شاركت في حملة المرأة في 17 يونيو 2011[66]
- منال الشريف: عالمة في الكمبيوتر[67] وناشطة في حقوق المرأة[68][69][70]

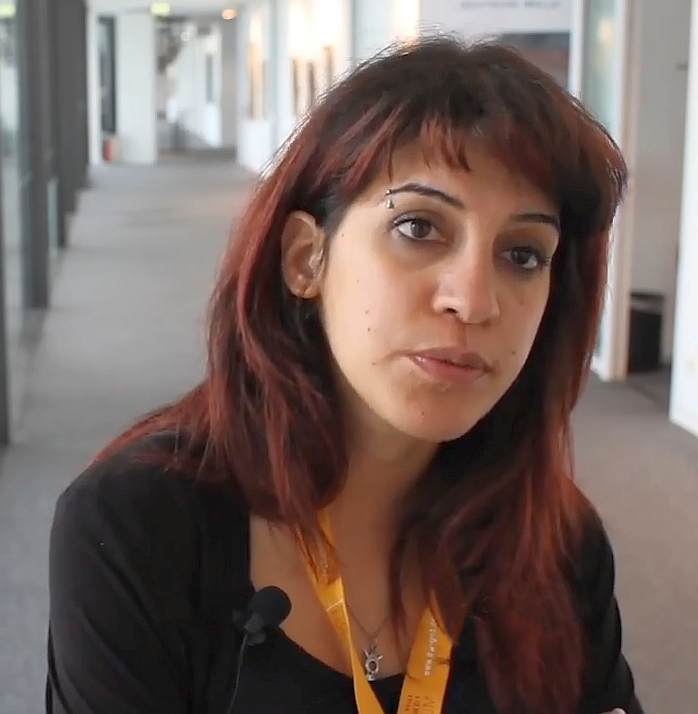
المدونة التونسية لينا بن مهني

### تونس
- لينا بن مهني: مدونة ساعدت تقاريرها من المناطق الريفية في تونس على دفع الثورة وإحالتها إلى الاهتمام الدولي[31]
- رجاء بن سلامة: ناشطة في حقوق المرأة؛ دعت إلى أن تستند قوانين تونس إلى الإعلان العالمي لحقوق الإنسان[71]
- صيدا الصادوني: زعيم احتجاجات القصبة في فبراير / شباط 2011، التي أقالت رئيس الوزراء محمد الغنوشي[72]

### اليمن
- توكل كرمان: الناشطة في مجال حقوق الإنسان، عضو في الحزب السياسي الصحفي. دعت إلي احتجاجات ومظاهرات أدت إلى نهاية حكم الرئيس صالح الذي دام 33 عاما؛ لقبت ب«أم الثورة» من قبل اليمنيين وكانت واحدة من الحاصلين علي جائزة نوبل للسلامفي 2011[73][74]

## ما بعد الإحتجاجات
تخشى بعض الناشطات في مجال حقوق المرأة من أن تضعف وتهمش الحكومات الإسلامية الجديدة في تونس ومصر وليبيا حقوق المرأة [.
في يناير / كانون الثاني 2013، سمح للمرأة في المملكة العربية السعودية بالجلوس في مجلس الشورى السعودي إذا كانت "ملتزمة بالضوابط الإسلامية دون أي مخالفات" ويجب أن تكون "ملتزمة بالحجاب الديني ". ومع ذلك، لا يسمح للنساء في المملكة العربية السعودية بالسفر أو العمل أو الدراسة في الخارج أو الزواج أو طلب الطلاق أو الدخول إلى مستشفى عام دون إذن من ولي الأمر ".

## وصلات خارجية
- Transcript of the U.S. Senate Committee of Foreign Relations's joint hearing on Women and the Arab Spring
- Dalia Ziada's Twitter account (in Arabic)
- Danya Bashir's Twitter account
- Alaa Murabit's Twitter account
- Eman al-Nafjan's blog

## ببليوغرافيا
- ثورة في العالم العربي، كتاب إلكتروني بالإنكليزية أصدره موقع مجلة فورين بوليسي.